# Château de Serre (Abzac)
Pour les articles homonymes, voir Château de Serres (homonymie).
Ne doit pas être confondu avec Château de la Serre.
Le château de Serre est situé sur la commune d'Abzac, en Charente limousine.

## Historique
Odet d'Archiac, qui rend hommage au comte de la Marche au début du XVIe siècle, aurait commencé la construction de ce château. Cette famille est originaire de Saintonge et sont châtelains d'Availles-Limouzine depuis le XIIIe siècle.
Par mariage, le château de Serre passe dans la famille de la Béraudière puis dans la famille de Grandseigne. Diane de Grandseigne qui héritera du château épousera le premier duc de Mortemart et leur fille Françoise sera connue sous son nom de femme mariée, la marquise de Montespan. La propriété et son domaine resteront entre les mains des Rochechouart de Mortemart jusqu'à la Révolution où il sera vendu comme bien national. La famille Prévost-Maisonnais la conservera pendant la première moitié du XIXe siècle puis en 1860 la famille Pichon de Vendeuil, originaire de l'Indre, achète le château et répare sa toiture[réf. nécessaire].
En 1976, le château sera vendu par cette famille à monsieur et madame Jacques Guttin qui en sont toujours propriétaires. 

## Architecture
Le château est constitué de deux bâtiments de même hauteur construits, l'un au XVIe siècle, l'autre au XVIIe siècle, et disposés en équerre avec une tour d'escalier dans l'angle intérieur qu'ils forment. Les toitures sont couvertes de tuiles plates.
Une pièce au deuxième étage est ornée de peintures. Se retrouvent des défilés de personnages dont un fou et la mort, et de nombreuses inscriptions et maximes (psaumes de David, écriture sainte en latin, grec - lettres noires et rouges). Elles seraient liées à la nostalgie de Diane de Granseigne, veuve d'Archiac, après le décès du duc de Vivonne en 1688.
Une partie des façades du château a été remaniée au XVIIe siècle. L'intérieur et l'extérieur sont classés à l'inventaire supplémentaire, et trois pièces ont été protégées au titre des monuments historiques, la chambre dite de la Montespan qui est en fait celle du duc de Mortemart son père, l'antichambre et une pièce dans son état du XVe siècle ornée de peintures murales.
La chapelle extérieure aurait contenu les reliques de saints Lucius et Émérite, jeunes martyrs romains donnés par le pape au duc de Vivonne, frère de la marquise de Montespan. C'est l'origine des ostensions septennales d'Abzac, célèbres en Charente limousine.
Le château a été inscrit monument historique le 26 juillet 1988, et à la même date la chambre du duc de Vivonne contenant l'alcôve peinte, son antichambre et la pièce du deuxième étage ornée de peintures murales ont été classées.